# Saints-Geosmes
Saints-Geosmes es una comuna nueva francesa situada en el departamento de Alto Marne, de la región de Gran Este.

## Historia
Fue creada el 1 de enero de 2016, en aplicación de una resolución del prefecto de Alto Marne de 21 de diciembre de 2015 con la unión de las comunas de Balesmes-sur-Marne y Saints-Geosmes, pasando a estar el ayuntamiento en la antigua comuna de Saints-Geosmes.

## Demografía
| Gráfica de evolución demográfica de Saints-Geosmes entre 1800 y 2014 |
|                                                                      |

Los datos entre 1800 y 2014 son el resultado de sumar los parciales de las dos comunas que forman la nueva comuna de Saints-Geosmes, cuyos datos se han cogido de 1800 a 1999, para las comunas de Balesmes-sur-Marne y Saints-Geosmes de la página francesa EHESS/Cassini. Los demás datos se han cogido de la página del INSEE.

## Composición
| Comuna delegada    | Código INSEE | Población (2013) | Superficie (km²) | Densidad (hab./km²) |
| ------------------ | ------------ | ---------------- | ---------------- | ------------------- |
| Balesmes-sur-Marne | 52036        | 236              | 12.67            | 19                  |
| Saints-Geosmes     | 52449        | 919              | 14.94            | 62                  |